# Balbin
Balbin (latinsko Decimus Caelius Calvinus Balbinus Pius Augustus),  31. cesar Rimskega cesarstva, ki je skupaj s Pupienom vladal od 22. aprila do 29. julija 238 (leto šestih cesarjev), * okoli 165, † 29. julij 238, Rim, Rimsko cesarstvo.

## Poreklo in politična kariera
O Balbinovem življenju pred prihodom na prestol ni veliko znanega. Domneva se, da je bil potomec Publija Koelija Balbina Vibulija Pija, rimskega konzula leta 136 ali 137, in njegove žene Akvilije. Če je to res,  je bil v sorodu z družino Kvinta Pompeja Falka, iz katere je v 3. stoletju izšlo veliko politikov konzulskega ranga, s politikom, inženirjem in piscem Julijem Frontinom iz 1. stoletja in potomec prvega bratranca cesarja Trajana. Koelij Kalvin, ki je bil njegov pravi ali krušni oče, je bil leta 184 cesarski legat v Kapadokiji in pripadnik duhovniškega reda Marsovih svečenikov. Herodijan trdi, da je bil guverner provinc, vendar sta tako seznam sedmih provinc, ki so omenjene v  Historii Augusti, kot trditev, da je bil Balbin prokonzul provinc Afrike in Azije, zelo verjetno popolnoma izmišljena. Balbin je bil zagotovo vsaj dvakrat konzul, prvič verjetno okoli leta 203 ali julija 211 in drugič leta 213 kot Karakalov kolega, kar kaže, da je užival cesarjevo naklonjenost. 

### Vladanje
Medtem, ko sta se Gordijan I. in Gordijan II. razglasila za cesarja Afrike, je rimski senat  imenoval odbor dvajset mož, med njimi tudi Balbina, ki bi usklajeval vojaške operacije proti Maksiminu Tračanu. Ko se je razvedelo za poraz obeh Gordijanov, se  je senat sestal na zaprti seji v Jupitrovem templju in izvolil Balbina in Pupiena za socesarja,  ki sta bila kmalu zatem prisiljena, da na oblast pritegneta tudi mladoletnega Gordijana III.  Oba cesarja sta bila izvojena kot pontifices maximi, se pravi vrhovna svečenika uradnega kulta. V republikanskih časih je bilo to nekaj povsem nepredstavljievega. 
Balbin je bil v tistem času že v zgodnjih sedemdesetih letih. Njegove vladarske sposobnosti niso znane, razen da je bil domnevno višji senator, bogat in z dobrimi zvezami. Pupien je po imenovanju odšel v Ravenno, kjer je  nadziral pohod proti Maksiminu Tračanu, Balbin pa je ostal v Rimu, vendar mu ni uspelo vzpostaviti javnega reda. Pupien se je po Maksiminovi smrti zmagovito vrnil v Rim, kjer ga je Balbin osumil, da ga namerava na nepošten način izriniti s prestola. Cesarja sta se kmalu zatem sprla in preselila vsak v svoj del palače.  29. julija 238 so oba ubili nezadovoljni pripadniki pretorijanske garde. 

## Balbinov sarkofag
Balbinov sarkofag je dal cesarju posebno mesto v zgodovini rimske cesarske umetnosti.  Balbin je dal med svojo vladavino zase in za svojo ženo, katere ime ni znano,  izdelati marmornat sarkofag, ki je edini ohranjeni cesarski sarkofag tega tipa. Dele sarkofaga so arheologi odkrili pri Vii Apii in ga restavrirali.  Na pokrovu sta ležeči podobi Balbina in njegove žene z ohranjenim cesarjevim portretom. 
Četudi viri poudarjajo, da je bil je bil Balbin predvsem uradnik, Pupien pa predvsem vojak,  je Balbin na streanski steni sarkofaga upodobljen v popolni vojaški opravi. 

## Sklic
1. ↑  Record #119163608 // Gemeinsame Normdatei — 2012—2016.
2. ↑  Nationalencyklopedin — 1999.
3. ↑  M. Grant, The Roman Emperors.

## Vira
- H. Börn, Die Herrschaft des Kaisers Maximinus Thrax und das Sechskaiserjahr 238,  Gymnasium, 115, 2008, str. 69 ff.
- H. Brandt, Kommentar zur Vita Maximi et Balbini der Historia Augustas, 4, 3, 2, Habelt, Bonn, 1996, ISBN 3-7749-2785-5.

| Vladarski nazivi                              | Vladarski nazivi                         | Vladarski nazivi                                                          |
| --------------------------------------------- | ---------------------------------------- | ------------------------------------------------------------------------- |
| Predhodnik: Gordijan I. in Gordijan II.       | cesar Rimskega cesarstva 238 z Pupienom  | Naslednik: Gordijan III.                                                  |
| Politične funkcije                            |                                          |                                                                           |
| Predhodnik: Pompejan, Gaj Julij Kamilij Asper | Konzul Rimskega cesarstva 213 s Karakalo | Naslednik: Lucij Valerij Mesala Apolinarij, Gaj Oktavj Apij Svetrij Sabin |